# Jonathan Dubas
Jonathan Eric Dubas (Vevey, 4 marzo 1991) è un cestista svizzero.

## Carriera
Il 28 dicembre 2017 viene annunciato il suo trasferimento dal Monthey, squadra di cui era capitano e con la quale ha conquistato il titolo svizzero, ai Norrköping Dolphins fino ad aprile 2018, ovvero fino al termine della stagione del campionato svedese.

## Palmarès

### Squadra
- Campionato svedese: 1

Norrköping Dolphins: 2017-18
- Campionato svizzero: 1

BBC Monthey: 2016-17
- LNB: 1

Vevey: 2021-22
- Supercoppa di Svizzera: 1

Lions de Genève: 2019

### Individuale
- MVP finali LNB: 1

2021-22